# ميشيل نيفيس دياز
ميشيل نيفيس دياز (بالبرتغالية: Michel Neves Dias‏) هو لاعب كرة قدم برازيلي في مركز الوسط، ولد في 13 يوليو 1980 في ساو باولو في البرازيل. لعب مع جمعية بورتوغيزا الرياضية ونادي إنترناسيونال ونادي برازيل دي بيلوتاس ونادي جوفنتودي ونادي غوياس ونادي فيتوريا ونادي كاشياس دو سول ونادي كروزيرو ونادي كريسيوما ونادي نوفو هامبورغو وناسيونال ماديرا.

## وصلات خارجية
- ميشيل نيفيس دياز على موقع دوري كوريا الجنوبية (الإنجليزية)
- ميشيل نيفيس دياز على موقع قاعدة بيانات كرة القدم.إي يو (الإنجليزية)
- ميشيل نيفيس دياز على موقع Soccerway.com (الإنجليزية)